# باتي كيم (كاتبة)
باتي كيم (بالإنجليزية: Patti Kim)‏ (1970، بوسان في كوريا الجنوبية)؛ روائية أمريكية.